# Campionato mondiale maschile di hockey su pista Talcahuano 1980
Il Campionato del Mondo 1980 è stata la 24ª edizione del campionato del mondo di hockey su pista; la manifestazione è stata disputata in Cile a Santiago del Cile e a Talcahuano dal 9 al 21 novembre 1980.

La competizione fu organizzata dalla Fédération Internationale de Roller Sports.

Il torneo è stato vinto dalla nazionale spagnola per la 9ª volta nella sua storia.

## Città ospitanti e impianti sportivi
| CITTÀ             | IMPIANTO                        | CAPIENZA |
| Santiago del Cile | Coliseo Monumental La Tortuga   | ?        |
| Talcahuano        | Patinódromo do Parque O'Higgins | ?        |

## Prima fase

### Girone A

#### Risultati
| Santiago del Cile ottobre 1980 | Argentina | 18 – 0 | Giappone | Coliseo Monumental La Tortuga |

| Santiago del Cile ottobre 1980 | Argentina | 31 – 0 | India | Coliseo Monumental La Tortuga |

| Santiago del Cile ottobre 1980 | Argentina | 4 – 2 | Paesi Bassi | Coliseo Monumental La Tortuga |

| Santiago del Cile ottobre 1980 | Giappone | 19 – 0 | India | Coliseo Monumental La Tortuga |

| Santiago del Cile ottobre 1980 | Giappone | 2 – 14 | Paesi Bassi | Coliseo Monumental La Tortuga |

| Santiago del Cile ottobre 1980 | India | 0 – 40 | Paesi Bassi | Coliseo Monumental La Tortuga |

#### Classifica
|    | Squadra     | PT | G | V | N | P | GF | GS | Diff. |
| -- | ----------- | -- | - | - | - | - | -- | -- | ----- |
| 1. | Argentina   | 6  | 3 | 3 | 0 | 0 | 53 | 2  | +51   |
| 2. | Paesi Bassi | 4  | 3 | 2 | 0 | 1 | 56 | 6  | +50   |
| 3. | Giappone    | 2  | 3 | 1 | 0 | 2 | 21 | 32 | -11   |
| 4. | India       | 0  | 3 | 0 | 0 | 3 | 0  | 90 | -90   |

### Girone B

#### Risultati
| Talcahuano ottobre 1980 | Australia | 6 – 0 | Canada | Patinódromo do Parque O'Higgins |

| Talcahuano ottobre 1980 | Australia | 1 – 9 | Italia | Patinódromo do Parque O'Higgins |

| Talcahuano ottobre 1980 | Australia | 1 – 3 | Spagna | Patinódromo do Parque O'Higgins |

| Talcahuano ottobre 1980 | Canada | 0 – 13 | Italia | Patinódromo do Parque O'Higgins |

| Talcahuano ottobre 1980 | Canada | 1 – 21 | Spagna | Patinódromo do Parque O'Higgins |

| Talcahuano ottobre 1980 | Italia | 1 – 1 | Spagna | Patinódromo do Parque O'Higgins |

#### Classifica
|    | Squadra   | PT | G | V | N | P | GF | GS | Diff. |
| -- | --------- | -- | - | - | - | - | -- | -- | ----- |
| 1. | Spagna    | 5  | 3 | 2 | 1 | 0 | 25 | 3  | +22   |
| 2. | Italia    | 5  | 3 | 2 | 1 | 0 | 23 | 2  | +21   |
| 3. | Australia | 2  | 3 | 1 | 0 | 2 | 8  | 12 | -4    |
| 4. | Canada    | 0  | 3 | 0 | 0 | 3 | 1  | 40 | -39   |

### Girone C

#### Risultati
| Santiago del Cile ottobre 1980 | Francia | 6 – 2 | Nuova Zelanda | Coliseo Monumental La Tortuga |

| Santiago del Cile ottobre 1980 | Francia | 1 – 5 | Portogallo | Coliseo Monumental La Tortuga |

| Santiago del Cile ottobre 1980 | Francia | 3 – 7 | Stati Uniti | Coliseo Monumental La Tortuga |

| Santiago del Cile ottobre 1980 | Nuova Zelanda | 0 – 13 | Portogallo | Coliseo Monumental La Tortuga |

| Santiago del Cile ottobre 1980 | Nuova Zelanda | 3 – 11 | Stati Uniti | Coliseo Monumental La Tortuga |

| Santiago del Cile ottobre 1980 | Portogallo | 6 – 2 | Stati Uniti | Coliseo Monumental La Tortuga |

#### Classifica
|    | Squadra       | PT | G | V | N | P | GF | GS | Diff. |
| -- | ------------- | -- | - | - | - | - | -- | -- | ----- |
| 1. | Portogallo    | 6  | 3 | 3 | 0 | 0 | 24 | 3  | +21   |
| 2. | Stati Uniti   | 4  | 3 | 2 | 0 | 1 | 20 | 12 | +8    |
| 3. | Francia       | 2  | 3 | 1 | 0 | 2 | 10 | 14 | -4    |
| 4. | Nuova Zelanda | 0  | 3 | 0 | 0 | 3 | 5  | 30 | -25   |

### Girone D

#### Risultati
| Talcahuano ottobre 1980 | Brasile | 3 – 2 | Cile | Patinódromo do Parque O'Higgins |

| Talcahuano ottobre 1980 | Brasile | 6 – 2 | Colombia | Patinódromo do Parque O'Higgins |

| Talcahuano ottobre 1980 | Brasile | 6 – 1 | Svizzera | Patinódromo do Parque O'Higgins |

| Talcahuano ottobre 1980 | Cile | 12 – 1 | Colombia | Patinódromo do Parque O'Higgins |

| Talcahuano ottobre 1980 | Cile | 2 – 0 | Svizzera | Patinódromo do Parque O'Higgins |

| Talcahuano ottobre 1980 | Colombia | 4 – 7 | Svizzera | Patinódromo do Parque O'Higgins |

#### Classifica
|    | Squadra  | PT | G | V | N | P | GF | GS | Diff. |
| -- | -------- | -- | - | - | - | - | -- | -- | ----- |
| 1. | Brasile  | 6  | 3 | 3 | 0 | 0 | 15 | 5  | +10   |
| 2. | Cile     | 4  | 3 | 2 | 0 | 1 | 16 | 4  | +12   |
| 3. | Svizzera | 2  | 3 | 1 | 0 | 2 | 8  | 12 | -4    |
| 4. | Colombia | 0  | 3 | 0 | 0 | 3 | 7  | 25 | -18   |

## Fase Finale

### Girone 1º - 8º posto

#### Risultati
| Talcahuano ottobre 1980 | Argentina | 6 – 2 | Brasile | Patinódromo do Parque O'Higgins |

| Talcahuano ottobre 1980 | Argentina | 1 – 1 | Cile | Patinódromo do Parque O'Higgins |

| Talcahuano ottobre 1980 | Argentina | 4 – 0 | Italia | Patinódromo do Parque O'Higgins |

| Talcahuano ottobre 1980 | Argentina | 7 – 0 | Paesi Bassi | Patinódromo do Parque O'Higgins |

| Talcahuano ottobre 1980 | Argentina | 2 – 8 | Portogallo | Patinódromo do Parque O'Higgins |

| Talcahuano ottobre 1980 | Argentina | 7 – 1 | Spagna | Patinódromo do Parque O'Higgins |

| Talcahuano ottobre 1980 | Argentina | 4 – 1 | Stati Uniti | Patinódromo do Parque O'Higgins |

| Talcahuano ottobre 1980 | Brasile | 1 – 2 | Cile | Patinódromo do Parque O'Higgins |

| Talcahuano ottobre 1980 | Brasile | 4 – 3 | Italia | Patinódromo do Parque O'Higgins |

| Talcahuano ottobre 1980 | Brasile | 5 – 4 | Paesi Bassi | Patinódromo do Parque O'Higgins |

| Talcahuano ottobre 1980 | Brasile | 4 – 4 | Portogallo | Patinódromo do Parque O'Higgins |

| Talcahuano ottobre 1980 | Brasile | 1 – 2 | Spagna | Patinódromo do Parque O'Higgins |

| Talcahuano ottobre 1980 | Brasile | 7 – 1 | Stati Uniti | Patinódromo do Parque O'Higgins |

| Talcahuano ottobre 1980 | Cile | 4 – 2 | Italia | Patinódromo do Parque O'Higgins |

| Talcahuano ottobre 1980 | Cile | 2 – 5 | Paesi Bassi | Patinódromo do Parque O'Higgins |

| Talcahuano ottobre 1980 | Cile | 1 – 4 | Portogallo | Patinódromo do Parque O'Higgins |

| Talcahuano ottobre 1980 | Cile | 0 – 1 | Spagna | Patinódromo do Parque O'Higgins |

| Talcahuano ottobre 1980 | Cile | 3 – 2 | Stati Uniti | Patinódromo do Parque O'Higgins |

| Talcahuano ottobre 1980 | Italia | 4 – 2 | Paesi Bassi | Patinódromo do Parque O'Higgins |

| Talcahuano ottobre 1980 | Italia | 2 – 2 | Portogallo | Patinódromo do Parque O'Higgins |

| Talcahuano ottobre 1980 | Italia | 1 – 3 | Spagna | Patinódromo do Parque O'Higgins |

| Talcahuano ottobre 1980 | Italia | 2 – 1 | Stati Uniti | Patinódromo do Parque O'Higgins |

| Talcahuano ottobre 1980 | Paesi Bassi | 4 – 2 | Portogallo | Patinódromo do Parque O'Higgins |

| Talcahuano ottobre 1980 | Paesi Bassi | 0 – 4 | Spagna | Patinódromo do Parque O'Higgins |

| Talcahuano ottobre 1980 | Paesi Bassi | 4 – 0 | Stati Uniti | Patinódromo do Parque O'Higgins |

| Talcahuano ottobre 1980 | Portogallo | 1 – 2 | Spagna | Patinódromo do Parque O'Higgins |

| Talcahuano ottobre 1980 | Portogallo | 2 – 1 | Stati Uniti | Patinódromo do Parque O'Higgins |

| Talcahuano ottobre 1980 | Spagna | 5 – 3 | Stati Uniti | Patinódromo do Parque O'Higgins |

#### Classifica
|    | Squadra     | PT | G | V | N | P | GF | GS | Diff. |
| -- | ----------- | -- | - | - | - | - | -- | -- | ----- |
| 1. | Spagna      | 12 | 7 | 6 | 0 | 1 | 18 | 13 | +5    |
| 2. | Argentina   | 11 | 7 | 5 | 1 | 1 | 31 | 13 | +18   |
| 3. | Portogallo  | 8  | 7 | 3 | 2 | 2 | 23 | 17 | +6    |
| 4. | Cile        | 7  | 7 | 3 | 1 | 3 | 14 | 16 | -2    |
| 5. | Brasile     | 7  | 7 | 3 | 1 | 3 | 24 | 22 | +2    |
| 6. | Paesi Bassi | 6  | 7 | 3 | 0 | 4 | 19 | 24 | -5    |
| 7. | Italia      | 5  | 7 | 2 | 1 | 4 | 14 | 20 | -6    |
| 8. | Stati Uniti | 0  | 7 | 0 | 0 | 7 | 9  | 27 | -18   |

### Girone 9º - 16º posto

#### Risultati
| Santiago del Cile ottobre 1980 | Australia | 12 – 0 | Canada | Coliseo Monumental La Tortuga |

| Santiago del Cile ottobre 1980 | Australia | 2 – 3 | Colombia | Coliseo Monumental La Tortuga |

| Santiago del Cile ottobre 1980 | Australia | 1 – 2 | Francia | Coliseo Monumental La Tortuga |

| Santiago del Cile ottobre 1980 | Australia | 5 – 4 | Giappone | Coliseo Monumental La Tortuga |

| Santiago del Cile ottobre 1980 | Australia | 20 – 0 | India | Coliseo Monumental La Tortuga |

| Santiago del Cile ottobre 1980 | Australia | 3 – 0 | Nuova Zelanda | Coliseo Monumental La Tortuga |

| Santiago del Cile ottobre 1980 | Australia | 1 – 2 | Svizzera | Coliseo Monumental La Tortuga |

| Santiago del Cile ottobre 1980 | Canada | 2 – 8 | Colombia | Coliseo Monumental La Tortuga |

| Santiago del Cile ottobre 1980 | Canada | 4 – 6 | Francia | Coliseo Monumental La Tortuga |

| Santiago del Cile ottobre 1980 | Canada | 8 – 5 | Giappone | Coliseo Monumental La Tortuga |

| Santiago del Cile ottobre 1980 | Canada | 8 – 0 | India | Coliseo Monumental La Tortuga |

| Santiago del Cile ottobre 1980 | Canada | 2 – 7 | Nuova Zelanda | Coliseo Monumental La Tortuga |

| Santiago del Cile ottobre 1980 | Canada | 1 – 13 | Svizzera | Coliseo Monumental La Tortuga |

| Santiago del Cile ottobre 1980 | Colombia | 2 – 7 | Francia | Coliseo Monumental La Tortuga |

| Santiago del Cile ottobre 1980 | Colombia | 8 – 6 | Giappone | Coliseo Monumental La Tortuga |

| Santiago del Cile ottobre 1980 | Colombia | 22 – 0 | India | Coliseo Monumental La Tortuga |

| Santiago del Cile ottobre 1980 | Colombia | 11 – 3 | Nuova Zelanda | Coliseo Monumental La Tortuga |

| Santiago del Cile ottobre 1980 | Colombia | 1 – 5 | Svizzera | Coliseo Monumental La Tortuga |

| Santiago del Cile ottobre 1980 | Francia | 6 – 4 | Giappone | Coliseo Monumental La Tortuga |

| Santiago del Cile ottobre 1980 | Francia | 6 – 4 | India | Coliseo Monumental La Tortuga |

| Santiago del Cile ottobre 1980 | Francia | 6 – 3 | Nuova Zelanda | Coliseo Monumental La Tortuga |

| Santiago del Cile ottobre 1980 | Francia | 3 – 3 | Svizzera | Coliseo Monumental La Tortuga |

| Santiago del Cile ottobre 1980 | Giappone | 17 – 1 | India | Coliseo Monumental La Tortuga |

| Santiago del Cile ottobre 1980 | Giappone | 4 – 4 | Nuova Zelanda | Coliseo Monumental La Tortuga |

| Santiago del Cile ottobre 1980 | Giappone | 0 – 11 | Svizzera | Coliseo Monumental La Tortuga |

| Santiago del Cile ottobre 1980 | India | 1 – 21 | Nuova Zelanda | Coliseo Monumental La Tortuga |

| Santiago del Cile ottobre 1980 | India | 0 – 56 | Svizzera | Coliseo Monumental La Tortuga |

| Santiago del Cile ottobre 1980 | Nuova Zelanda | 0 – 5 | Svizzera | Coliseo Monumental La Tortuga |

#### Classifica
|    | Squadra       | PT | G | V | N | P | GF | GS  | Diff. |
| -- | ------------- | -- | - | - | - | - | -- | --- | ----- |
| 1. | Svizzera      | 13 | 7 | 6 | 1 | 0 | 95 | 6   | +89   |
| 2. | Francia       | 13 | 7 | 6 | 1 | 0 | 36 | 21  | +15   |
| 3. | Colombia      | 10 | 7 | 5 | 0 | 2 | 55 | 25  | +30   |
| 4. | Australia     | 8  | 7 | 4 | 0 | 3 | 44 | 30  | +14   |
| 5. | Nuova Zelanda | 5  | 7 | 2 | 1 | 4 | 38 | 32  | +6    |
| 6. | Canada        | 4  | 7 | 2 | 0 | 5 | 25 | 51  | -26   |
| 7. | Giappone      | 3  | 7 | 1 | 1 | 5 | 40 | 43  | -3    |
| 8. | India         | 0  | 7 | 0 | 0 | 7 | 6  | 150 | -144  |

## Classifica finale
|     | Squadra       | G  | V | N | P  | GF  | GS  | Diff. |
| --- | ------------- | -- | - | - | -- | --- | --- | ----- |
| 1.  | Spagna        | 10 | 8 | 1 | 1  | 43  | 16  | +27   |
| 2.  | Argentina     | 10 | 8 | 1 | 1  | 84  | 16  | +68   |
| 3.  | Portogallo    | 10 | 6 | 2 | 2  | 47  | 20  | +27   |
| 4.  | Cile          | 10 | 5 | 1 | 4  | 30  | 20  | +10   |
| 5.  | Brasile       | 10 | 6 | 1 | 3  | 39  | 25  | +14   |
| 6.  | Paesi Bassi   | 10 | 5 | 0 | 5  | 93  | 28  | +65   |
| 7.  | Italia        | 10 | 4 | 2 | 4  | 37  | 22  | +15   |
| 8.  | Stati Uniti   | 10 | 2 | 0 | 8  | 29  | 39  | -10   |
| 9.  | Svizzera      | 10 | 7 | 1 | 2  | 103 | 18  | +85   |
| 10. | Francia       | 10 | 7 | 1 | 2  | 46  | 35  | +9    |
| 11. | Colombia      | 10 | 5 | 0 | 5  | 62  | 50  | +12   |
| 12. | Australia     | 10 | 5 | 0 | 5  | 52  | 42  | +10   |
| 13. | Nuova Zelanda | 10 | 2 | 1 | 7  | 43  | 62  | -19   |
| 14. | Canada        | 10 | 2 | 0 | 8  | 26  | 91  | -65   |
| 15. | Giappone      | 10 | 2 | 1 | 7  | 61  | 75  | -14   |
| 16. | India         | 10 | 0 | 0 | 10 | 6   | 240 | -234  |

## Campioni
| Campione del Mondo 1980 |
| ----------------------- |
| Spagna 9º titolo        |